# Habrolepis algoensis
Habrolepis algoensis är en stekelart som beskrevs av Annecke och Mynhardt 1970. Habrolepis algoensis ingår i släktet Habrolepis och familjen sköldlussteklar. Inga underarter finns listade i Catalogue of Life.